# Remedios Ruiz Feixas
María de los Remedios Ruiz Feixas (Córdoba, c. 1910) fue matemática y profesora española. Profesora de Matemáticas del Instituto de Linares en 1934.

## Biografía
Ruiz Feixas estudió el Bachillerato en el Instituto General y Técnico de Córdoba. Tuvo un expediente brillantísimo, con al menos 12 matrículas de honor. 
Se licenció y se doctoró en Matemáticas por la Universidad de Zaragoza, siendo una de las escasas mujeres que alcanzaron el grado de doctora. Fue discípula del profesor José María Plans y Freyre.
Se conoce muy poco del ejercicio de su carrera profesional. El “Diario de Córdoba” de fecha 18 de mayo de 1934 la sitúa en esa fecha como docente en el Instituto de Segunda Enseñanza de Linares, elogiándola por “su gran talento en la docencia y erudición en el campo de las Matemáticas, tal como se pudo observar en una conferencia que dio en el Instituto de Linares sobre ecuaciones diofánticas”.
Falleció el 11 de diciembre de 2012 en Madrid.